# Heraclia mons-lunensis
Heraclia mons-lunensis är en fjärilsart som beskrevs av George Francis Hampson 1901. Heraclia mons-lunensis ingår i släktet Heraclia och familjen nattflyn. Inga underarter finns listade i Catalogue of Life.